# 최현주 (양궁 선수)
최현주(崔玄姝, 1984년 8월 6일~)는 대한민국의 전 양궁 선수이다.
2012년 하계 올림픽에서 처음으로 국가대표로 선발되어 여자 양궁 단체전에서 이성진, 기보배와 함께 금메달을 획득하였다. 4년 뒤에는 자신에게 밀려 런던행에 승선하지 못했던 장혜진이 최미선, 기보배와 함께 단체전에서 금메달을 획득하게 된다. 2014년 은퇴하였다.

## 학력
- 서신초등학교
- 솔빛중학교
- 전북체육고등학교
- 우석대학교

## 같이 보기
- 대한민국 양궁 선수 목록